# Ramon de Montfort
Ramon de Montfort (né à Toulouse et mort le 19 janvier 1339 à Barcelone) est un cardinal français du XIVe siècle. Il est membre de l'ordre des mercédaires. Ramon de Montfort est un descendant du comte Simon de Montfort.

## Repères biographiques
Ramon de Montfort va en Afrique pour libérer les esclaves et il est connu comme un homme saint et savant. Montfort est créé cardinal par le pape Benoît XII lors du consistoire du 18 décembre 1338. La nouvelle de sa création arrive à Barcelone après sa mort. 